# Pluskotnik (dopływ Kwisy)
Pluskotnik (niem. Bladerbach) – potok górski w południowo-zachodniej Polsce, w woj. dolnośląskim, w Górach Izerskich, lewy dopływ Kwisy, długość 2,3 km, źródła na wysokości ok. 960 m n.p.m., ujście – ok. 530 m n.p.m..

## Opis
Wypływa z północnych zboczy Wysokiego Grzbietu Gór Izerskich, w obniżeniu między Szerzawą a Podmokłą. Płynie stromą dolinką wciętą w zbocze Wysokiego Grzbietu, ku północy i północnemu wschodowi, zbierając kilka drobnych, bezimiennych dopływów. Uchodzi do Kwisy w górnej części Świeradowa.